# 埃及—日本关系
埃及－日本关系指埃及和日本国的外交关系。两国关系被埃及驻日本大使誉为“深厚的友谊”。 目前，两国互设大使馆， 并保持着紧密的经贸关系。

## 历史
两国关系可追溯到19世纪，但直到1922年日本承认埃及的独立，两国才建立正式的外交关系。 自此，两国保持着亲密的关系，两国的高级外交官进行了几次会面。在1995年，日本首相村山富市访问埃及，而埃及前总统穆罕默德·胡斯尼·穆巴拉克分别在1983年、1995年、1999年访问日本。
从1998年到2002年，日本向埃及放贷达35亿美元。 2002年，两国贸易额超过10亿美元。 日本并为埃及帝王谷提供救护车、建造桥梁和游客中心。
截至2009年10月，有1051名日本国民居住在埃及。2009年，累计9万日本人访问了埃及；2007年，累计3,500名埃及人访问了日本。

## 外交
日本将埃及视为在中东地区的关键角色，并将埃及外交事务是为其中东事务的重要组成部分。 两国政府首脑在中东和平进程有关的问题上相互给予支持。
两国设有“联合委员会”，致力于探讨两国共同关心事态的发展。